# Ofiotauro
Ofiotauro (em grego:  Οφιοταυρος), na mitologia grega, era uma criatura parte touro e parte serpente. Sua única referência é encontrada em Fastos de Ovídio (3,793 ss), onde as entranhas da criatura devem ser retiradas e queimadas para conceder o poder de derrotar os deuses a quem queimou. O híbrido foi morto por um aliado dos titãs, durante a Titanomaquia, mas as vísceras foram recuperadas por uma águia enviada por Zeus antes que pudessem ser queimadas.
Ofiotauro foi provavelmente colocado nos céus como as constelações de Taurus e Ceto (touro acima da cintura e com uma cauda de monstro do mar), ao lado de Lyra e Ara. 

## Ficção moderna
O Ofiotauro aparece no terceiro livro da série Percy Jackson & the Olympians, no livro The Titan's Curse. Percy Jackson primeiro pensa que é uma fêmea e o chama de "Bessie". O Ofiotauro acha que Percy é seu protetor. Mais tarde, a criatura é levada ao Olimpo através de uma bolha de água mágica e é colocado sob os cuidados do pai de Percy, Poseidon. O Ofiotauro foi a criatura que Ártemis tentou matar antes de os titãs. A lenda diz que se alguém mata esta criatura e queima suas entranhas no fogo, em forma de sacrifício, teria o poder de derrubar os deuses. Ele reaparece em The Battle of the Labyrinth e o The Last Olympian.
- Este artigo foi inicialmente traduzido, total ou parcialmente, do artigo da Wikipédia em inglês cujo título é «Ophiotaurus», especificamente desta versão.